# Aeropuerto Adolfo Suárez Madrid-Barajas
Luchthaven Adolfo Suárez Madrid-Barajas (Spaans: Aeropuerto Adolfo Suárez Madrid-Barajas) is de grootste internationale luchthaven van Spanje. Deze in 1928 geopende luchthaven is tevens de thuisbasis van de Spaanse luchtvaartmaatschappij Iberia. De luchthaven wordt beheerd door Aena Aeropuertos. 
In 2019 verwerkte de luchthaven 61,7 miljoen passagiers. Het is daarmee gemeten naar passagiersaantallen de vijfde luchthaven van Europa. In 2005 is er een vierde terminal gebouwd, de T4. Dit is de grootste luchthaventerminal van Europa. Er zijn daardoor aanzienlijk minder vertragingen op Barajas dan voorheen en de luchthaven heeft sindsdien een capaciteit van 70 miljoen reizigers per jaar. In 2019 kende de luchthaven ruim 426.000 in- en uitgaande vluchten. 
De luchthaven ligt op 12 km afstand van de binnenstad van Madrid in het stadsdeel Barajas.
In het gebouw van de luchthaven bevindt zich een muurpaneel van 120 meter lengte, van de Ecuadoraanse kunstenaar Oswaldo Guayasamín. Het is uitgevoerd in acryl en fijngemalen marmer. Het werk is opgedeeld in twee delen: het ene deel is gewijd aan Spanje, het andere aan Hispano-Amerika.
Sinds 24 maart 2014 is de officiële naam Adolfo Suárez Madrid-Barajas, als eerbetoon aan de Adolfo Suárez, de eerste premier van de Spaanse democratie die zondag 23 maart 2014 op 81-jarige leeftijd overleed.

## Trivia
- Op 30 december 2006 ontplofte in de parking bij Terminal 4 een bom. Daarbij kwamen twee Ecuadoranen om het leven. De aanslag werd opgeëist door de ETA.

- Op 20 augustus 2008 was er een ramp met de Spanair-vlucht JK 5022 met 154 doden en 18 gewonden als gevolg.
- Een Boeing 767-300ER van de Amerikaanse luchtvaartmaatschappij Delta Air Lines is op 5 december 2013 bij een noodlanding op de luchthaven van Madrid van de baan geraakt. Het toestel kwam op het gras tot stilstand. Bij het incident is niemand van de circa 200 inzittenden gewond geraakt.

## Externe links

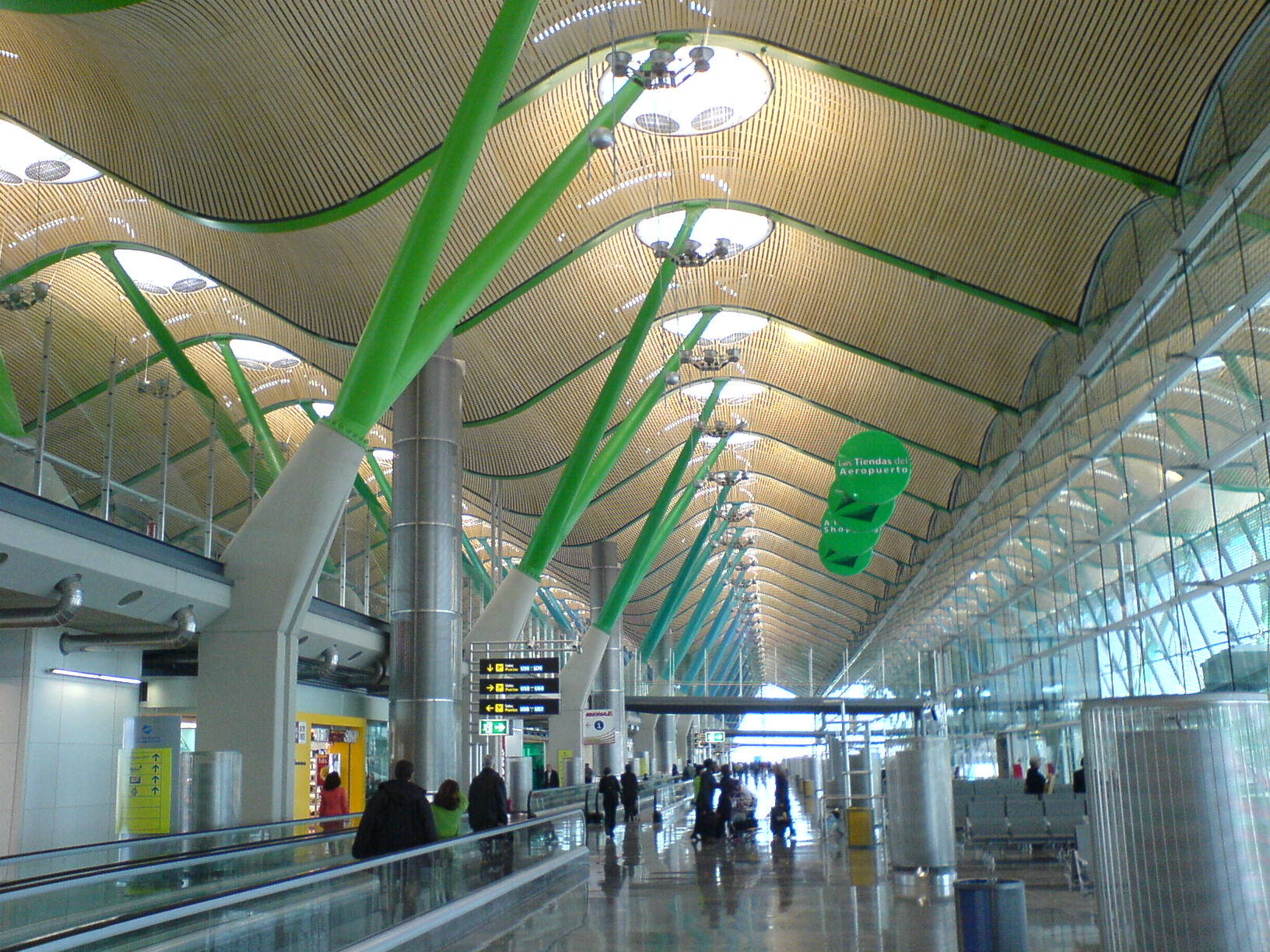
Terminal 4